# In'bô
In'bô  est une entreprise vosgienne installée sur la commune des Voivres, près de Bains-les-Bains ; elle fabrique des articles de sport et de mode à partir du bois.

## Historique
Elle a été créée en 2016 par cinq ingénieurs formés à l'école nationale supérieure des technologies et industries du bois située à Épinal, tous amateurs de sports de glisse. Un financement participatif auprès d'Ulule a été sollicité.

## Productions
Elle fabrique artisanalement des lunettes (7.800 paires fabriquées en 2018), des vélos et des skateboards. Elle a en projet la fabrication de skis et de snowboards.

## Concurrents
Le secteur des lunettes est un secteur assez concurrentiel en France et les lunettes en bois ne font pas exception. In'Bô se partage le secteur avec d'autres entreprises locales comme Mou Company, Ozed ou bien PSIR, qui proposent tous des modèles de lunettes en bois mais aussi des lunettes classiques en acétate.